# Motala Allmänna Idrottsförening Fotbollsklubb
O Motala AIF Fotbollklubb, ou simplesmente Motala AIF FK, é um clube de futebol da Suécia fundado em 1907. Sua sede fica localizada em Motala.